# Liste der Kulturdenkmale in Freiberg

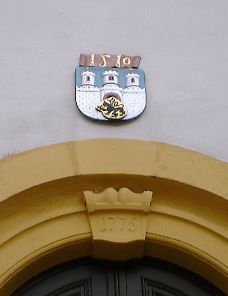
Historische Wappendarstellung über dem Rathausportal

Die Liste der Kulturdenkmale in Freiberg fasst die hiesigen Teile der Kulturdenkmalliste der sächsischen Stadt Freiberg zusammen.
Es sind dies:
- Liste der Kulturdenkmale in Freiberg-Altstadt
- Liste der Kulturdenkmale in Freiberg-Altstadt, A–K
- Liste der Kulturdenkmale in Freiberg-Altstadt, L–Z
- Liste der Kulturdenkmale in Freiberg-Nord
- Liste der Kulturdenkmale in Freiberg-Ost
- Liste der Kulturdenkmale in Freiberg-Süd
- Liste der Kulturdenkmale in Freiberg-West
- Liste der Kulturdenkmale in Halsbach
- Liste der Kulturdenkmale in Kleinwaltersdorf
- Liste der Kulturdenkmale in Zug (Freiberg)
- Liste der Kulturdenkmale der Revierwasserlaufanstalt Freiberg